# Statue-menhir du Puech de Naudène
La statue-menhir du Puech de Naudène, appelée aussi statue-menhir de Haute Vergne, est une statue-menhir appartenant au groupe rouergat découverte à Lacaune, dans le département du Tarn en France.

## Description
Elle a été découverte en 1985 au lieu-dit Puech de Naudène près du hameau de Haute Vergne, lors de travaux agricoles, au sommet d'une crête dominant la dépression de Lacaune et tout l'Aveyron méridional. Elle a été sculptée et gravée sur une dalle de grès permien importé, les sites d'extraction les plus proches sont situés dans un rayon de 10 à 18 km. Elle mesure 1,23 m de hauteur sur 0,54 m de largeur et 0,13 m d'épaisseur.
La statue est complète et en bon état bien que le dos soit légèrement usé. C'est une statue masculine. Le visage est complet (yeux, nez, tatouages), tous les membres supérieurs et inférieurs sont visibles. La main droite ne comporte que trois doigts, les jambes sont disjointes. Au dos, les crochets-omoplates et la chevelure sont marqués. Le personnage porte une ceinture à boucle rectangulaire et tient « l'objet » dans sa main droite.
La statue originale est conservée chez le propriétaire.